# Fiat 500L
De Fiat 500L is een mini-MPV gebaseerd op de Fiat 500. Oorspronkelijk zou de auto Fiat L0 genoemd worden en verkocht worden vanaf 2011, maar later werd besloten om de auto uit te brengen tijdens de Autosalon van Genève van 2012.

## Beschrijving
De 500L kwam in het najaar van 2012 op de Europese markt als MPV-lid van de 500-familie. Hij deelt zijn platform met de 500X en de Jeep Renegade. De 500L wordt geproduceerd door Fiat automobili Srbija, de voormalige Zastava-fabriek in Kragujevac, Servië.

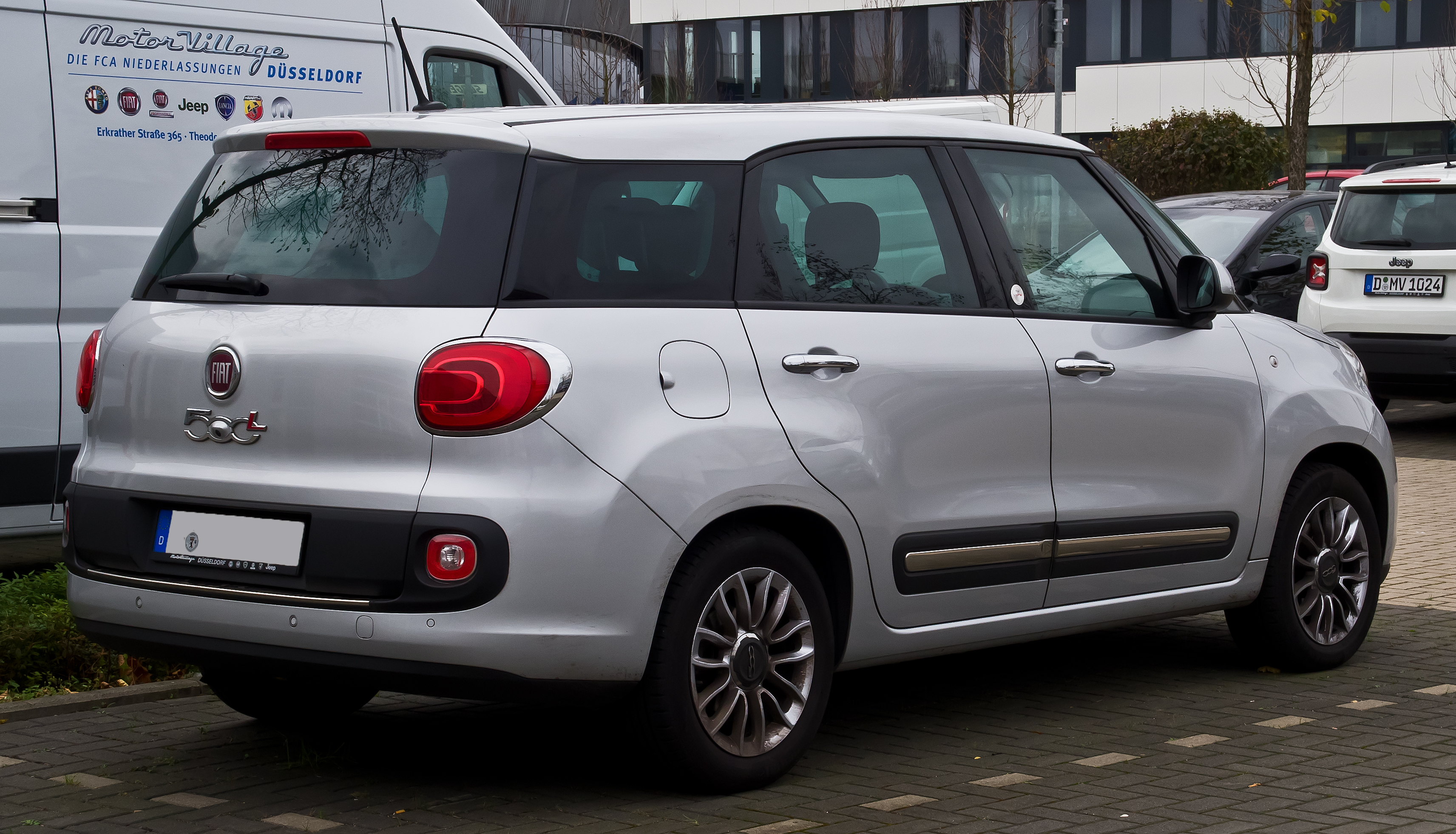
Fiat 500L Living (sinds 2013)

In de herfst van 2013 verscheen de 500L Living, een 20 cm langere versie van de 500L. De tot 4,35 meter verlengde MPV biedt optioneel zeven zitplaatsen en een 138 liter groter kofferbakvolume in vergelijking met de 500L, die daarmee een totaal van 638 liter omvat.
In 2017 kreeg de 500L een herzien front met een nieuwe grille, nieuwe bumpers en in het oog springende verlichting waarbij, net als bij de 500, led-dagrijverlichting in de tweede koplampunits is verwerkt. Aan de achterzijde werden de in de bumper verwerkte lampen lager geplaatst. Ook verscheen een nieuwe Cross-versie, een stoerder aangeklede variant van de 500L met kunststof beplating. In het interieur werd tegen betaling een "U-connect"-infotainmentsysteem leverbaar, gekoppeld aan een 7-inch scherm. Het systeem is voorbereid op Apple Car Play en Android Auto. Verder werden een nieuw stuurwiel en een nieuw instrumentarium gemonteerd en kreeg de 500 L een opnieuw ingedeelde middenconsole. De lijst met veiligheidssystemen werd uitgebreid met "Autonomous City Brake".
Eind februari 2018 rolde het 500.000e exemplaar van de productieband. Vijf jaar had de 500L nodig voor deze mijlpaal. In Nederland is de 500L het minst populair van de 500's, hij doet het op andere markten een stuk beter. In Italië behaalde de MPV in 2017 de 7e plek in de verkoop top-10. Ter vergelijking: in Nederland verschenen er 265 exemplaren op de weg, in Italië 46.450.
In 2013 en 2014 beleefde de 500L zijn topjaren in Nederland, toen werden er respectievelijk 740 en 765 stuks verkocht.
De koplampen van de Fiat 500L kregen in 2017 een update met geïntegreerde LED-dagrijverlichting, wat zowel de stijl als de veiligheid verbeterde. Deze verlichtingstechnologie draagt bij aan het uiterlijk van de 500L en verhoogt de zichtbaarheid.

## Verschillende uitvoeringen
In Nederland is de Fiat 500L beschikbaar in drie verschillende versies: de 500L Pop, 500L Easy en 500L Lounge. In Duitsland kan men ook kiezen voor de Fiat 500L Popstar. De 500L is uitgerust met centrale portiervergrendeling, elektrisch verstelbare portierruiten voor, een in hoogte verstelbare laadvloer, ESC stabiliteitssysteem, Smart Fuel-brandstofopvulling en een Twin-Air of MultiJet start&stop systeem. De auto kan tegen meerprijs rijker worden uitgerust.

## Opties en motoren
Op technologisch gebied beschikt de Fiat verder over het U-connect multimediasysteem met 5’’ kleurentouchscreen. Door het eco:Drive Live-systeem kan men zelf het brandstofverbruik bijhouden en ook de eigen rijstijl analyseren. Qua veiligheid worden inzittenden eventueel beschermd door zes airbags met een optionele knie-airbag.
De Fiat 500L is beschikbaar met een 1.4 16v-benzinemotor met 95 pk en een TwinAir-Turbo benzinemotor met 105 pk. De diesel onder de motoren is een 1.3 MultiJet II 16v-turbodiesel.
Huidige modellen: 
124 Spider ·
500 ·
500e ·
500L ·
500X ·
600 ·
Aegea ·
Argo ·
Cronos · 
Doblò · 
Ducato ·
Fiorino ·
Fullback ·
Linea ·
Palio · 
Panda · 
Punto · 
Qubo ·
Scudo · 
Siena ·
Strada ·
Tipo · 
Ulysse
Historische modellen na de Tweede Wereldoorlog: 
124 · 
125 · 
126 · 
127 · 
128 · 
130 · 
131 · 
132 · 
133 · 
147 · 
148 · 
242 ·
500 ·
600 · 
600 Multipla · 
850 · 
1100 · 
1200 · 
1300/1500 · 
1400/1900 · 
1800/2100 · 
2300 · 
Albea ·
Argenta · 
Barchetta · 
Bianchina ·
Bravo · 
Brío · 
Campagnola · 
Cinquecento · 
Coupé · 
Croma · 
Dino · 
Duna · 
Elba ·
Fiorino ·
Freemont ·
Grande Punto ·
Idea ·
Marea · 
Marengo · 
Mod 5 · 
Multipla · 
Oggi · 
Panorama · 
Penny · 
Prêmio · 
Regata · 
Ritmo · 
Sedici ·
Seicento · 
Spazio · 
Stilo ·
Talento · 
Tempra · 
Tipo · 
Turbina · 
Uno · 
Vivace · 
X1/9
Historische modellen voor de Tweede Wereldoorlog: 
1 · 
1T · 
10 HP · 
12 HP · 
24 HP · 
2B Torpedo · 
4 HP · 
501 · 
502 · 
503 · 
505/507 · 
508 · 
509 · 
510/512 · 
514 · 
515 · 
518 · 
519 · 
520 · 
521 · 
522 · 
524 · 
525 · 
527 · 
60 HP · 
70 · 
801 · 
1100 · 
1500 · 
2800 · 
Brevetti · 
Laundolet · 
Modello O · 
Tipo 2 · 
Tipo Torpedo · 
Topolino · 
Zero